# Biserica de lemn din Lechința

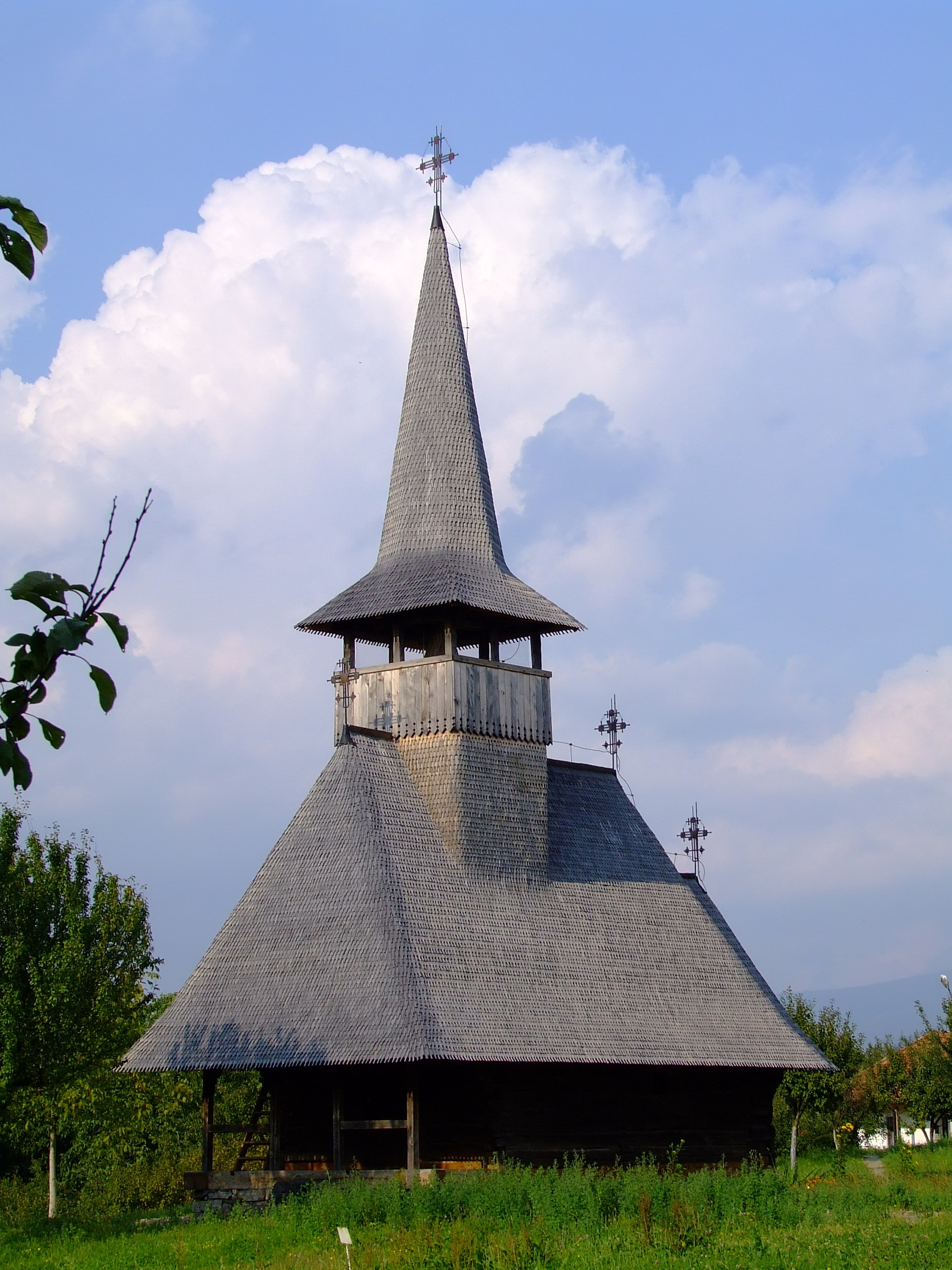
Biserica de lemn din Lechinţa, judeţul Satu Mare, 2008

Biserica de lemn din Lechința, orașul Negrești-Oaș, județul Satu Mare, datează din prima jumătate a secolului XVII-lea și se găseste amplasată în secția în aer liber a Muzeului Țării Oașului.